# Puerta de la Luna
La Puerta de la Luna es un monumento que forma parte del Complejo Arqueológico Monumental de Tiahuanaco (yacimiento catalogado como Patrimonio de la Humanidad por la Unesco desde el año 2000) de Bolivia. Está ubicado en el municipio de Tiahuanaco de la provincia de Ingavi, en el departamento de La Paz. La puerta se asienta sobre un terreno elevado en el enclave de Putuni, donde se halla el Palacio de los sarcófagos, y fue construida por los integrantes de la Cultura Tiahuanaco, civilización precolombina que durante su período de mayor expansión se distribuía en parte de lo que ahora son Bolivia, Chile y Perú. Comprendía casi todo el altiplano denominado meseta del Collao hasta la costa del océano Pacífico por el oeste y el chapare por el este. Su capital y principal centro religioso fue la ciudad de Tiwanaku, ubicado en las riveras del río Tiwanaku en el Altiplano.

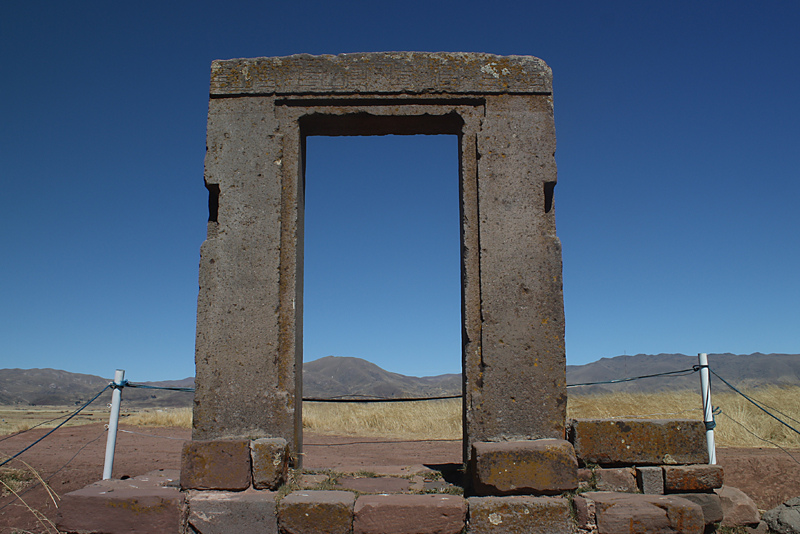
Estado actual de la Puerta de la Luna de Tiahuanaco, Bolivia.

## Arquitectura
- Espesor: 26 centímetros.
- Altura: 2,23 metros.
- Material: piedra andesita de una sola pieza.
- Forma: arco con friso.
- Decoración: altos y bajorrelieves de motivos zoomorfos, a diferencia de la Puerta del Sol hay cabezas de puma con boca de pez en lugar de cabezas de ave.

Territorios que ocupaban las culturas Huari y Tiahuanaco.

## Simbología
La Puerta de la Luna, al igual que la del Sol, fueron elementos asociados a la visión cósmico-astronómica de la cultura tiahuanaco, teniendo en cuenta su arquitectura, material, simbología etc.., estando la primera de ellas originariamente ubicada en la entrada del cementerio. 
En el siglo XIX, antes de descubrirse la importancia del yacimiento arqueológico, circulaban numerosas leyendas entre los ancianos de la zona, en las cuales se narraba la existencia de una gran ciudad situada en las inmediaciones del lago Titicaca.